# 東北縦貫自動車道
東北縦貫自動車道（とうほくじゅうかんじどうしゃどう）は、関東地方から東北地方を縦貫する国土開発幹線自動車道（国幹道）・高速自動車国道の路線名である。弘前市を経過する弘前線、八戸市を経過する八戸線の2路線から成る。略称は東北縦貫道（とうほくじゅうかんどう）。

## 概要
国土開発幹線自動車道建設法では、東北縦貫自動車道は以下のとおりとされている。
| 路線名           | 路線名 | 起点   | 主たる経過地                                    | 主たる経過地  | 終点   |
| ---------------- | ------ | ------ | ----------------------------------------------- | ------------- | ------ |
| 東北縦貫自動車道 | 弘前線 | 東京都 | さいたま市 館林市 宇都宮市 福島市 仙台市 盛岡市 | 鹿角市 弘前市 | 青森市 |
| 東北縦貫自動車道 | 八戸線 | 東京都 | さいたま市 館林市 宇都宮市 福島市 仙台市 盛岡市 | 八戸市        | 青森市 |

この全区間が高速自動車国道の路線を指定する政令で下記のとおり高速自動車国道とされている。
| 路線名           | 路線名 | 起点          | 重要な経過地 | 重要な経過地                                               | 終点   |
| ---------------- | ------ | ------------- | --- | ---------------------------------------------------------- | ------ |
| 東北縦貫自動車道 | 弘前線 | 東京都 練馬区 | 和光市 戸田市 川口市 さいたま市 蓮田市 久喜市 加須市 羽生市 館林市 佐野市 栃木県下都賀郡岩舟町 栃木市 同郡都賀町 鹿沼市 宇都宮市 矢板市 那須塩原市 白河市 須賀川市 郡山市 本宮市 二本松市 福島市 白石市 宮城県柴田郡村田町 仙台市 同県黒川郡富谷町 大崎市 栗原市 一関市 奥州市 北上市 花巻市 盛岡市 八幡平市 | 鹿角市 秋田県鹿角郡小坂町 弘前市 平川市 黒石市             | 青森市 |
| 東北縦貫自動車道 | 八戸線 | 東京都 練馬区 | 和光市 戸田市 川口市 さいたま市 蓮田市 久喜市 加須市 羽生市 館林市 佐野市 栃木県下都賀郡岩舟町 栃木市 同郡都賀町 鹿沼市 宇都宮市 矢板市 那須塩原市 白河市 須賀川市 郡山市 本宮市 二本松市 福島市 白石市 宮城県柴田郡村田町 仙台市 同県黒川郡富谷町 大崎市 栗原市 一関市 奥州市 北上市 花巻市 盛岡市 八幡平市 | 二戸市 岩手県二戸郡一戸町 八戸市 三沢市 青森県上北郡七戸町 | 青森市 |

八幡平市以南の区間は、川口市以西が東京外環自動車道として1994年までに、川口市以北が東北自動車道として1987年までに開通し、供用中である。
道路の状況およびインターチェンジなどについては両道路の項目を参照。

### 弘前線
弘前線は、八幡平市をはさんで北側（八幡平市 - 青森市）が東北自動車道として1986年までに、東北自動車道としても全線（川口市 - 青森市）が1987年までに開通しており、全線が供用中である。
なお、国土開発幹線自動車道の予定路線とされる以前は、現在の道路名である「東北自動車道」を路線名としていた。

### 八戸線
八戸線は従前東京都練馬区より弘前線と二戸郡安代町（現・八幡平市）まで重複し、分岐して八戸市に至る計画であったが、第四次全国総合開発計画で東北縦貫自動車道八戸線延伸として八戸 - 青森間が構想され順次法定路線に盛り込まれた結果、現在は八戸回りで青森市に至る路線である。
なお、法定路線が上北郡天間林村（現・七戸町）までであった時代の法定路線名は東北縦貫自動車道東京天間林線であった。また、同じ時期には東北縦貫自動車道青森諏訪沢岩渡線として現在の青森自動車道にあたる区間が指定されており、みちのく有料道路に相当する区間のみが法定路線から除外されていたが、1997年2月5日の政令改正（平成9年政令第12号）で両路線が統合され、現在の東北縦貫自動車道八戸線となっている。
高速自動車国道に並行する一般国道自動車専用道路として、百石道路、第二みちのく有料道路、上北自動車道、みちのく有料道路が供用中である。

## 構成する路線
「東北縦貫自動車道」の表示は一般的に案内標識等ではされていない。

### 弘前線
| 高速道路 ナンバリング | 道路名           | 路線名                 | 事業名 | 区間              | 現況   | 備考                            |
| --------------------- | ---------------- | ---------------------- | ------ | ----------------- | ------ | ------------------------------- |
| C3                    | 東京外環自動車道 | 東北縦貫自動車道弘前線 |        | 大泉JCT - 川口JCT | 供用中 | 八戸線と重複                    |
| E4                    | 東北自動車道     | 東北縦貫自動車道弘前線 |        | 川口JCT - 青森IC  | 供用中 | 川口JCT - 安代JCTは八戸線と重複 |

### 八戸線
- 大泉JCT - 安代JCTは弘前線と重複

| 高速道路 ナンバリング | 道路名                     | 路線名                     | 事業名                     | 区間                         | 現況         | 備考                                   |
| --------------------- | -------------------------- | -------------------------- | -------------------------- | ---------------------------- | ------------ | -------------------------------------- |
| E4A                   | 八戸自動車道               | 東北縦貫自動車道八戸線     |                            | 安代JCT - 八戸JCT - 八戸北IC | 供用中       |                                        |
| E4A                   | 百石道路                   | 一般国道45号               | 百石道路                   | 八戸北IC - 下田百石IC        | 供用中       |                                        |
| E4A                   | 第二みちのく有料道路       | 県道八戸野辺地線           |                            | 下田百石IC - 六戸JCT         | 供用中       |                                        |
| E4A                   | 上北自動車道               | 一般国道45号               | 上北道路                   | 六戸JCT - 上北IC             | 供用中       |                                        |
| E4A                   | 上北自動車道               | 一般国道45号               | 上北天間林道路             | 上北IC - 七戸IC              | 供用中       |                                        |
| E4A                   | 上北自動車道               | 一般国道45号               | 天間林道路                 | 七戸IC - 七戸北IC            | 供用中       |                                        |
| E4A                   | （東北縦貫自動車道八戸線） | （東北縦貫自動車道八戸線） | （東北縦貫自動車道八戸線） | 七戸北IC - 青森東IC          | 基本計画区間 | 同区間にA'路線のみちのく有料道路がある |
| E4A                   | 青森自動車道               | 東北縦貫自動車道八戸線     |                            | 青森東IC - 青森JCT           | 供用中       |                                        |

第二みちのく有料道路は一般国道ではなく県道だが、高速自動車国道に並行する自動車専用道路である。
七戸北IC - 青森東IC間では基本計画には組み入れられてはいないものの県道後平馬屋尻線のみちのく有料道路がある。みちのく有料道路は自動車専用道路ではなく一般道路であるが、高速道路ナンバリング (E4A) も付与されており、高速自動車国道に並行する自動車専用道路として扱われる。一方、みちのく有料道路の前後にあたる県道後平青森線および県道清水川滝沢野内線（いずれも一般道路）については、A'路線・高速道路ナンバリングともに対象外となっている。
なお、七戸北ICからみちのく有料道路方面へ向けた自動車専用道路として国道4号野辺地七戸道路（一部）および県道後平青森線後平バイパスの計画があるが、これらが高速自動車国道に並行する自動車専用道路として扱われるかは現時点で不明である。

## 沿革
- 1957年（昭和32年）4月16日 : 東北自動車道として、国土開発縦貫自動車道の路線の基準とされる。 
  - 東京都 - 浦和市附近 - 館林市附近 - 宇都宮市附近 - 福島市附近 - 仙台市附近 - 盛岡市附近 - 秋田県鹿角郡十和田町（現・鹿角市）附近 - 青森市
- 1964年（昭和39年）6月16日 : 東北自動車道として、国土開発縦貫自動車道の予定路線とされる。
- 1966年（昭和41年）7月1日 : 東北縦貫自動車道として、国幹道の予定路線とされる。 
  - 青森線 : 東京都 - 浦和市附近 - 館林市 - 宇都宮市 - 福島市 - 仙台市 - 盛岡市 - 秋田県鹿角郡十和田町 - 青森市
  - 八戸線 : - 盛岡市 - 八戸市
- 1972年（昭和47年）11月13日 : 岩槻IC - 宇都宮IC開通、初の供用開始。
- 1987年（昭和62年）6月30日 : 四全総が閣議決定。あらたに高規格幹線道路が構想される。 
  - 東北縦貫自動車道八戸線延伸 : 八戸 - 青森
- 1987年（昭和62年）9月1日 : 四全総を受け国土開発幹線自動車道建設法改正、予定路線とされる。
- 1995年（平成7年）11月30日 : 道路審議会答申、並行する一般国道自動車専用道路による代替が示される。
  - 八戸線 : 百石道路、第二みちのく有料道路、みちのく有料道路
- 2007年（平成19年）9月4日 : 上北横断道路事業促進会議による青森・八戸間の道路名称が青森八戸みちのくラインに決定する[1]。